# Strijdcultuur
- Beluister een stukje strijdmuziekⓘ

Strijdcultuur is een benaming voor politieke, geëngageerde kunst, gericht op verandering van maatschappelijke patronen. Vooral in de jaren 70 werd het in Nederland een vaak gebruikte overkoepelende term waaronder politieke theater- en muziekgroepen werkten. Bekende voorbeelden zijn: Toneelwerkgroep Proloog, muziekgroep Bots, RK Veulpoepers BV, muziekgroep Rapalje en Kladderadatsch uit Nijmegen. Veel van deze groepen waren vanaf 1974 tot 1984 georganiseerd in de organisatie Kultureel Front (Nederland en Vlaanderen). Theatergroepen als Proloog kregen subsidie om politiek weerwoord te plegen tegenover de bestaande maatschappelijke structuren.

## Strijdmuziek
Na het wegvallen van de subsidies leefde het woord strijdcultuur vooral voort in de muzieksector waarin een groot aantal amateurgroepen actief is. 
In de muzieksector bestaat de traditie ook veel langer. Deze traditie weerspiegelde zich in namen van koren als Morgenrood. Deze koren waren voorheen georganiseerd in de Bond van Arbeiderszangkoren.
Vanaf 1985 organiseerde de Nederlandse Landelijke Stichting Strijdmuziek een grote groep Nederlandse koren en orkesten (meestal amateurs) die zich bezighielden met het ten gehore brengen van strijdliederen en andere geëngageerde muziek. Al eerder startten onder de vlag van het Kultureel Front de landelijke strijdmuziekdagen (o.a. in 1978 Utrecht, 1983 Alkmaar). Deze werden door genoemde stichting in veelal tweejaarlijkse cyclus voortgezet (o.a. 1985 Deventer, 1988 Rotterdam, 1990 Enschede). Deze stichting gaf het blad ‘Solied’ uit. Dit blad was in feite de losbladige voortzetting van het tweedelige Liedboek van de Strijd dat uitgegeven werd door de Wageningse uitgeverij de Uitbuyt.